# 尊王攘夷
尊王攘夷一词源自春秋时代，“尊王攘夷”一詞最早見於《春秋》，本意為「尊勤君王，攘斥外夷」，后来演化为具备复杂含义的政治术语，特別是近代的日本，在中国、日本、朝鮮等历史上发挥重要作用。

## 中國
齊桓公二十三年（前663年），山戎攻打燕國，燕向齊求救，齊桓公派兵救燕。齊桓公二十五年（前661年），山戎攻打邢國，管仲提出「戎狄豺狼，不可厭也；諸夏親昵，不可棄也」，齊桓公再次發兵攻打山戎以救邢國。
魯僖公四年（前656年），齊桓公率領諸侯進入楚國，質問楚國為何不按時向周天子進貢祭祀所用的茅草而導致祭祀大典無法及時進行，使得楚國承認自己的錯誤。
魯僖公九年（前651年），齊桓公召集各路諸侯召開葵丘之盟，提出「尊周室，攘夷狄，禁篡弒，抑兼併」。周襄王派宰孔參加，並賜王室祭祀祖先的祭肉給齊桓公。
近代以來，魏源在其著作《海國圖志》提出師夷長技以制夷的「夷人」也是類似的概念得來。

## 朝鮮
在清兵入關時，朝鮮士人也有「尊皇攘夷」之說法，所謂「皇」，是指曾在日本豐臣秀吉攻打朝鮮時，幫助抵禦日本的中國明朝皇帝，「夷」即是「東夷」：「日本」。

## 日本
日本幕府時代，為了鞏固幕府將軍的統治地位，幕府提倡朱熹所提出的朱子學。這哲學主要提出階級有序和強調歷史的思想，反而讓武士想起了真正的國家元首是天皇。另一方面，日本本土的神道教在幕末時代復興。神道教的神職人員從古代的日本詩歌發現，日本的執政者理應是天皇，而非幕府將軍。這成為尊王攘夷的理據。幕末，幕藩體制陷入危機，亦面臨外國侵略威脅，武士階層指責且屏斥江戶幕府的軍政，呼籲應奉還天皇實權，以抵抗侵犯日本的外夷，也就是對強行叩關的外國人予以征討，此種政治訴求活動即尊王攘夷，又称尊皇攘夷，「皇」出自「天皇」。
長州藩是尊王攘夷運動的中心，代表人物有吉田松陰、桂小五郎、高杉晉作、久坂玄瑞等，成員有各地武士，富商，農民，國學者，神官及倒幕派公卿等。1863年6月6日，幕府同意攘夷，6月24日通告閉港。翌日長州藩開始在下關海峽炮擊外國船隻，挑起下關戰爭。8月，英國軍艦進攻薩摩藩，迫使後者投降屈服，轉而支持公武合體。1863年，幕府及公武合體派發動八月十八日政變，自京都驅逐倒幕派和尊王攘夷派代表。1864年，長州藩軍隊開入京都，與幕府軍隊作戰，史稱禁門之變，最終戰敗，幕府則聯合外國軍隊發動长州征讨，迫使長州藩放棄尊王攘夷運動。尊王攘夷派自此開始向倒幕派轉化，為日後大規模倒幕運動埋下伏筆。